# 1979 في باراغواي
فيما يلي قوائم الأحداث التي وقعت خلال عام 1979 في باراغواي.

## رياضة
- 1 يناير – كأس الإنتركونتيننتال 1979 الفائز أوليمبيا أسونسيون.

## مواليد

### مارس
- 10 مارس – إنريكي فيرا لاعب كرة قدم باراغواياني.[1]
- 11 مارس – رودولفو فرنانديز[2]
- 30 مارس – حزقيال أنخيل باريديس لاعب كرة قدم.[3]

### أبريل
- 29 أبريل – روبين مالدونادو لاعب كرة قدم.[4]

### مايو
- 10 مايو – خوسيه أنطونيو فرانكو لاعب كرة قدم باراغواياني.[5]

### يوليو
- 26 يوليو – داريو فيرون لاعب كرة قدم باراغواياني.[6]
- 28 يوليو – ستيفاني كوستر[7]

### سبتمبر
- 24 سبتمبر – خافيير مرسيدس غونزاليس لاعب كرة قدم.[8]

### أكتوبر
- 5 أكتوبر – خوليو سيزار كاسيرس لاعب كرة قدم باراغواياني.[9]

### ديسمبر
- 18 ديسمبر – أرنالدو ألونسو لاعب كرة قدم.[10]

## وفيات

### مارس
- 21 مارس – إميليو بوباديلا كاسيريس (مواليد 1907) موسيقي باراغواياني.